# Painéis de São Vicente de Fora
Os Painéis de São Vicente de Fora é um políptico composto por 6 painéis possivelmente criados pelo pintor português Nuno Gonçalves, pintor régio de D. Afonso V.
As seis pinturas apresentam um agrupamento de 58 personagens, representativo da Corte e dos vários extratos sociais da sociedade portuguesa do século XV, numa assembleia monumental e solene, à volta de uma figura beatífica vestida de vermelho e que está duplamente representada em ambos os painéis centrais. A pintura caracteriza-se por figuras com rostos expressivos com definição detalhada dos trajes e adereços, aliando uma intenção narrativa e contemplativa, num cenário cerimonial.
O significado da obra e a identidade das figuras retratadas tem sido alvo de debate desde a descoberta da obra em 1882 no Paço Patriarcal de São Vicente de Fora em Lisboa pelo Monsenhor Alfredo Elviro dos Santos, secretário do Patriarca de Lisboa que convida Ramalho Ortigão e José Queiroz para uma primeira avaliação. Na altura estimou-se que a obra teria sido executada entre 1470 e 1480. Trata-se de uma pintura a óleo e têmpera sobre madeira e encontra-se exposta no Museu Nacional de Arte Antiga em Lisboa.
Depois do primeiro contacto com os painéis (identificados apenas 4), apenas em 1895 Joaquim de Vasconcelos publica o primeiro artigo sobre os mesmos, tendo despertado o interesse da Academia Nacional de Belas-Artes que convenceu o Patriarca de Lisboa a autorizar aquela instituição a restaurar as pinturas.
O trabalho de restauro tem inicio em 1909 por Luciano Freire e é nesta data na sequencia de um restauro e registo minucioso que se verificou que 2 dos painéis resultavam da montagem de uma junção, identificando-se assim 2 painéis grandes e 4 painéis mais pequenos correspondentes a meias-portas, permanecendo a dúvida quanto ao seu ordenamento.
Os painéis são apresentados pela primeira vez ao público em 1910 na Academia Portuguesa de Belas-Artes em 2 trípticos.
Alguns anos depois José de Bragança e Almada Negreiros chamam a atenção, com base na perspetiva dos ladrilhos do chão, para a ordem dos painéis que se julga a primitiva e portanto a correta.
Em 1940 foram pela primeira vez apresentados ao público pela ordem com que estão hoje expostos no Museu Nacional de Arte Antiga (MNAA).
O políptico constitui uma obra-prima da pintura portuguesa do século XV na qual, com um estilo bastante seco mas poderosamente realista, se retratam figuras proeminentes da corte portuguesa de então (incluindo o que pode ser um auto-retrato do autor) e se atravessa toda a sociedade, da nobreza e clero até ao povo. A única figura imediatamente identificada foi a do Infante D. Henrique, já que uma imagem idêntica deste figura no pergaminho contemporâneo, Crónica dos Feitos da Guiné, de Gomes Eanes de Zurara, o que levou a concluir que as figuras retratadas pertencem ao período que antecedeu os Descobrimentos Portugueses. Nas últimas décadas, tomando em conta a disposição das figuras nos painéis e a hipótese da representação do Infante na Crónica tratar-se duma interpolação posterior, tem sido levantada a hipótese da figura do chapeirão parece corresponder não ao Infante D. Henrique, mas ao seu irmão, o rei D. Duarte, sendo dada a correspondência do infante com figura ajoelhada por vezes conhecida como "Cavaleiro Roxo" do painel dos Cavaleiros, no qual surgiria acompanhado dos irmãos Fernando, João e Pedro. Estudos científicos feitos ao códice da Crónica desde a década de 1980, têm vindo, no entanto, a demonstrar o carácter genuíno da iluminura representando o Infante incluída nesse pergaminho, apontando para a correcta identificação do homem do chapeirão dos Painéis de São Vicente como sendo efectivamente o Infante D. Henrique.Este assunto é polémico pois uma investigação de 2018, publicada em revista cientifica, analisou detalhadamente em Paris o original da iluminura e identifica a figura do chapeirão como sendo o Infante D. Pedro e não o Infante D. Henrique, este último aparecendo de joelhos no painel dos cavaleiros

## Autoria
Por não ter assinatura e datação imediatamente visíveis e inequívocas, esta obra revestiu-se de enorme mistério e fascínio por parte de várias gerações de estudiosos e académicos.
A autoria dos painéis foi descoberta por José de Figueiredo e atribuída a Nuno Gonçalves através da interpretação de um monograma revelado durante um restauro da pintura na década de 1930, localizado na bota da figura ajoelhada no Painel do Infante (presumivelmente D. Duarte) e que é coincidente com outras assinaturas utilizadas pelo autor em documentos e obras contemporâneas. Na altura correram várias teorias, nunca totalmente conclusivas, sobre a datação e o tema central do quadro, algumas das quais revestidas de polémica. Não se chegando a uma conclusão definitiva, aceitou-se de forma oficiosa a datação aproximada entre 1470 e 1480.
Uma investigação recente de Jorge Filipe de Almeida e Maria Manuel Barroso de  Albuquerque publicada em 2000 levou a concluir que os painéis foram realmente pintados por Nuno Gonçalves mas em 1445 e representam não São Vicente - tese mais popular, não obstante várias discrepâncias iconográficas - mas sim o funeral simbólico de D. Fernando, o Infante Santo irmão de D. Duarte, que morreu exilado em Fez, Marrocos. O elemento principal que o fundamenta é uma assinatura sigilo-gráfica visível no botim da criança do painel central, o Painel do Infante (presumivelmente um jovem D. Afonso V), que quando invertida a 180º, revela as iniciais de Nuno Gonçalves, e a data de 1445 conforme era escrita na altura. Esta tese ganhou força após a realização da análise dendrocronológica aos painéis de carvalho do Báltico nos quais foi pintada a obra, conduzida pelo especialista em dendrocronologia Peter Klein, da Universidade de Hamburgo, e que confirmou por dados científicos esta datação aproximada.
Em 2018, Fernando Branco estabeleceu a relação entre a Crónica do Infante Santo D. Fernando de Frei João Álvares (sec.XV)  e os Painéis de S. Vicente mostrando que estes, seguindo a Crónica, ilustram uma veneração ao Infante Santo e aos seus companheiros de martírio, na sequência do desastre de Tânger, através de seis quadros cronológicos: I- O Desastre de Tânger (1437); II-Glorificação dos Cativos de Arzila (1441); III-A Morte do Infante (5/6/43); IV-A Veneração dos Servidores (6/6/43); V-A Glorificação do Infante (9/6/43); VI-Os Milagres do Infante (pós 1443). Esta correlação com a Crónica e os indícios deixados pelo pintor permitem identificar todos os companheiros de martírio do Infante e os principais nobres de Avis, o que até agora nunca se tinha conseguido. Esta investigação confirma que os Painéis foram pintados entre 1443 e 1448 (coincidindo com a análise dendrocronológica), provavelmente a pedido do Infante D. Pedro (homem do chapeirão e então regente), testamenteiro do Infante Santo e destinar-se-iam ao Mosteiro da Batalha, junto ao seu túmulo. Aqui os jogos de luz e sombra existentes na parede Norte da Capela do Fundador são perfeitamente coincidentes com os que se vêm nos Painéis, corrigindo-se a impossibilidade, nunca explicada, da sua actual disposição numa cena única (youtube Novos Painéis de S. Vicente livro).

## Restauro
Os painéis foram restaurados seis vezes desde o século XVI dos quais:
- 2019-2025: liderado pelo Joaquim Caetano e apoiado pelo Laboratório HERCULES da Universidade de Évora. Foi realizado a vista dos visitantes atrás de um vidro.
- 1955: restauro realizado por Fernando Mardel Araújo antes de ser exposto na Academia Real Inglesa de Londres.
- 1909: intervenção extenso de um ano do Luciano Freire.

## Estudos bibliográficos
- Arte Portuguesa Primitiva - O Pintor Nuno Gonçalves, de José de Figueiredo (1910)
- Os Painéis do Infante, de Alfredo Leal (1917)
- Os Painéis do Infante Santo, de José Saraiva (1925)
- História dos Painéis de Nuno Gonçalves, de Albino Lapa (1935)
- Os Painéis de S. Vicente num Códice da Biblioteca Nacional do Rio de Janeiro, de Artur da Motta Alves (1936)
- O Significado dos Painéis de S. Vicente, de Francisco Augusto Garcez Teixeira (1945)
- Estética e Enigmática dos Painéis, de Afonso Botelho (1957)
- O Mistério dos Painéis - O "Judeu", o seu livro e a crítica, de António Belard da Fonseca (1958)
- Os Painéis de S. Vicente de Fora, de A. Viera Santos (1959)
- O Mistério dos Painéis - As Personagens e a Armaria, de António Belard da Fonseca (1959)
- Dom Henrique? Dom Duarte? Dom Pedro?, de António Belard da Fonseca (1960)
- Do Restauro dos Painéis de S. Vicente de Fora, de António Manuel Gonçalves (1960)
- Táboas da pintura Portugueza no século XV – Retrato Inédito do Infante D. Henrique, de Joaquim de Vasconcellos (1960)
- O Mistério dos Painéis - O Cardeal D. Jaime de Portugal, de António Belard da Fonseca (1963) (2ªed.)
- O Mistério dos Painéis - Os Pintores, de António Belard da Fonseca (1963)
- Iconografia e Simbólica do Políptico de São Vicente de Fora, de José dos Santos Carvalho (1965)
- O Mistério dos Painéis - Os Príncipes. Últimas Páginas, de António Belard da Fonseca (1967)
- Os Painéis do Museu das Janelas Verdes, de José Luís Conceição e Silva (1981)
- Painéis de São Vicente e Infante Santo, de Jorge Segurado (1984)
- Painéis de S. Vicente de Fora. Uma questão inútil?, de Paula Freitas e Maria de Jesus Gonçalves (1987)
- O Retábulo de S. Vicente da Sé de Lisboa e os Documentos, de Dagoberto L. Markl (1988)
- Os Painéis do Museu de Lisboa e D. Carlos da Catalunha, de António Osório de Castro (1988)
- Os Painéis de S. Vicente de Fora - As Chaves do Mistério, de Theresa Schedel de Castello Branco (1994)
- Os Painéis: Adivinhação ou Investigação?, de Theresa Schedel de Castello Branco (2000)
- Os Painéis de Nuno Gonçalves, de Jorge Filipe de Almeida e Maria Manuel Barroso de  Albuquerque (2003) (2ª edição aumentada)
- A Matemática dos Painéis de S. Vicente, de Jorge Buescu (2003)
- Istoria e retrato no retábulo de S. Vicente de Nuno Gonçalves, de Fernando António Baptista Pereira (2010)
- Os Painéis em Memória do Infante D. Pedro (Um estudo sobre os Painéis de S. Vicente de Fora), de Clemente Baeta (2012)]
- A Relíquia nos Painéis de São Vicente de Fora, de João Goyri-O’Neill, Artur Camisão-Soares e Cláudia Neves Marques (2013)
- Os Painéis de S. Vicente de Fora - Novos Documentos, Novas Revelações, de Clemente Baeta (2014)
- O Retrato do Infante D. Fernando nas Janelas Verdes (M.N.A.A.), de Maria Emília Vaz Pacheco (2016)
- As Envolvências dos Painéis, de Clemente Baeta (2016)
- Os Segredos dos Painéis de S. Vicente de Fora, de Clemente Baeta (2018)
- Os Novos Painéis de S. Vicente, de Fernando Branco (2018) (youtube novos painéis de s. vicente livro)[13]
- Os Painéis, o Retábulo de S. Vicente e os Documentos, de Clemente Baeta (2019)
- Os Painéis - Últimas Páginas, de Clemente Baeta (2020)
- Os Painéis, o Fresco de Monsaraz e outros casos, de Clemente Baeta (2021)
- Os Painéis: Prova Final, de Clemente Baeta (2022)
- Os Painéis fora do Labirinto, de Clemente Baeta (2023)
- Os Painéis...sem Vicente, de Clemente Baeta (2025)

## Galeria - a obra em pormenor

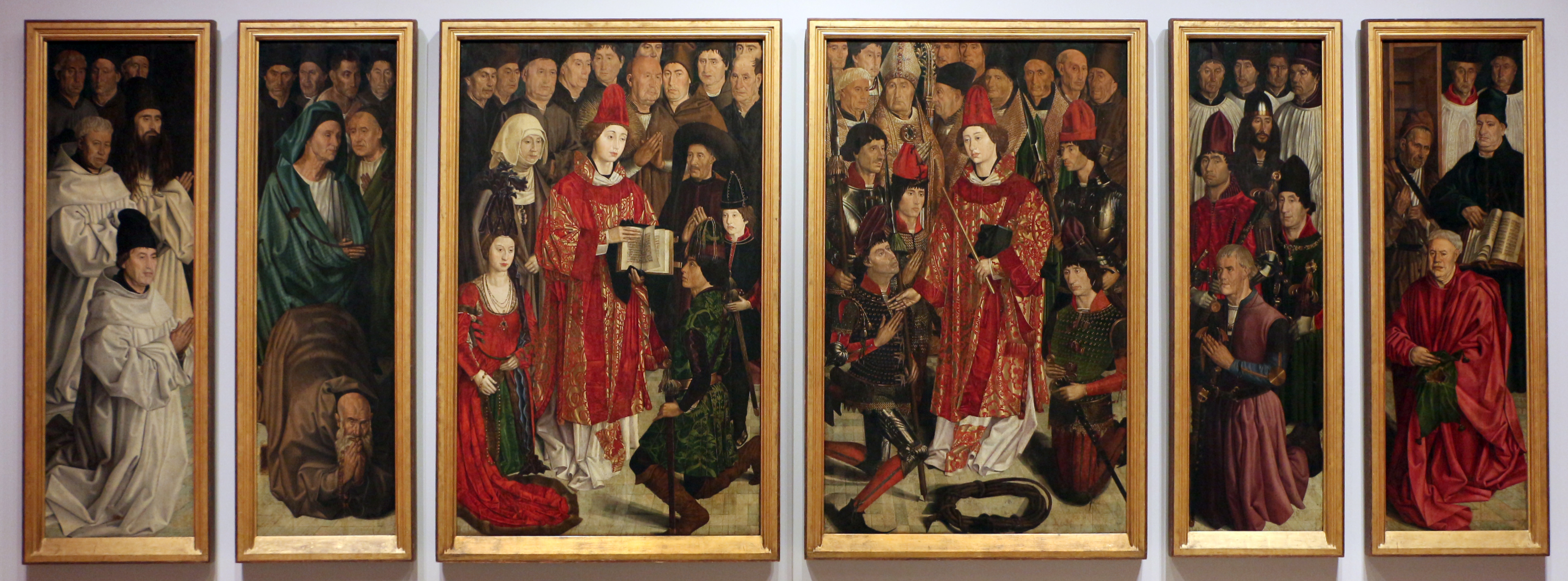
Painéis de São Vicente de Fora

| Painel dos Frades | Painel dos Pescadores | Painel do Infante | Painel do Arcebispo | Painel dos Cavaleiros | Painel da Relíquia |
| ----------------- | --------------------- | ----------------- | ------------------- | --------------------- | ------------------ |
|                   |                       |                   |                     |                       |                    |
| 207 x 64 cm       | 206 x 60 cm           | 207 x 128 cm      | 207 x 128 cm        | 206 x 60 cm           | 207 x 64 cm        |